# أرنالدو ماتوس
أرنالدو ماتوس هو سياسي برتغالي، ولد في 24 فبراير 1939 في سانتا كروز في البرتغال، وتوفي في 22 فبراير 2019 في لشبونة في البرتغال. نشط حزبياً في Portuguese Workers' Communist Party ‏.